# Frunzenskiy Rayon (region i Kazakstan)
Frunzenskiy Rayon är en region i Kazakstan.   Den ligger i oblystet Aqtöbe, i den västra delen av landet, 1 000 km väster om huvudstaden Astana.